# باتريك لوف
باتريك لوف (بالإنجليزية: Patrick Love)‏ هو كاتب أغاني أمريكي، ولد في 23 يوليو 1968 في تشارلوت في الولايات المتحدة.